# Nazran

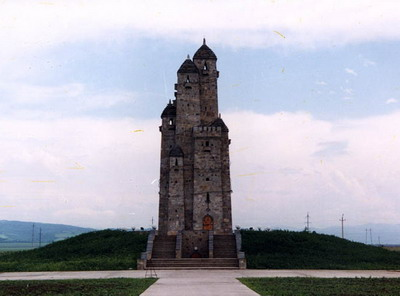
Minnesmärke i Nazran över offer för politiskt förtryck.

Nazran (ryska Назра́нь, ingusjiska Наьсара) är den största staden i den ryska delrepubliken Ingusjien. Staden efterträddes av närbelägna Magas som delrepublikens huvudstad i slutet av 2002. Folkmängden uppgick till 109 284 invånare i början av 2015.